# Dompierre-sur-Besbre
Dompierre-sur-Besbre é uma comuna francesa na região administrativa de Auvérnia-Ródano-Alpes, no departamento Allier. Estende-se por uma área de 45,87 km². Em 2010 a comuna tinha 3 097 habitantes (densidade: 67,5 hab./km²).